# 串木野国家石油備蓄基地
座標: 北緯31度43分50.7秒 東経130度15分1.0秒 / 北緯31.730750度 東経130.250278度
串木野国家石油備蓄基地（くしきのこっかせきゆびちくきち）は、鹿児島県いちき串木野市西薩町にある日本地下石油備蓄株式会社の石油備蓄基地。

## 概要
串木野国家石油備蓄基地はいちき串木野市にある地下石油備蓄基地で、地下岩盤内に空洞を設け、地下水圧等によって貯蔵原油を封じこめる「水封式地下岩盤タンク方式」を採用している。同様の地下備蓄基地に久慈国家石油備蓄基地と菊間国家石油備蓄基地がある。
用地面積は地上5ヘクタール、地下26ヘクタールで、備蓄施設容量は約175万キロリットル。所在地は鹿児島県いちき串木野市西薩町1番地。
水封式地下岩盤タンク方式を3ユニット（長さ555メートルのトンネル型タンク10本）備える。
- 35万キロリットル（555メートル×2本）1ユニット
- 70万キロリットル（555メートル×4本）2ユニット

## ちかび展示館
ちかび展示館は地下石油備蓄基地の建設時に使用した作業トンネルの入口を利用して作られた日本地下石油備蓄の展示施設で、石油の重要性と地下備蓄の仕組みを体験・学習できる。入館は無料。場所は鹿児島県いちき串木野市野元21803。

## 歴史
1986年（昭和61年）に設立された国家石油備蓄会社を推進母体とし、1994年に串木野地下石油備蓄基地が全面完成した。
2004年、国家石油備蓄基地が国の直轄事業になった。